# Karol Szczeciński

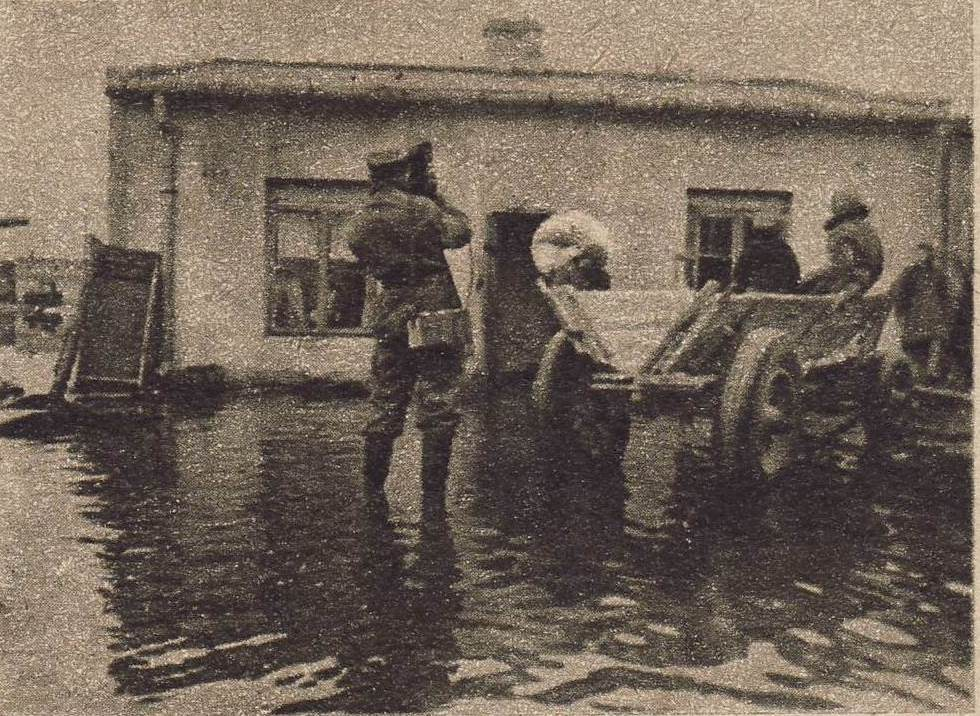
Karol Szczeciński podczas kręcenia filmu Powódź (1947)

Karol Szczeciński (ur. 14 października 1911 w Łodzi, zm. 9 czerwca 1995 w Warszawie) – polski reżyser i operator filmowy.

## Życiorys
Syn Michała. Uczył się w szkole zawodowej, gdzie zdobył zawód fotografika, wiedzę praktyczną w tym zakresie nabył w zakładzie fotograficznym prowadzonym przez brata. W 1937 założył własne atelier fotograficzne i prowadził je do wybuchu II wojny światowej. Od lutego 1945 był zawodowo związany z Czołówką Filmową Wojska Polskiego, dokumentował ważne wydarzenia powojenne, m.in. proces norymberski, ekshumacje na ulicach Warszawy, ruiny tego miasta, ingres kardynała Augusta Hlonda na metropolitę warszawsko-gnieźnieńskiego. Od 1947 był operatorem Polskiej Koniki Filmowej oraz Wytwórni Filmów Dokumentalnych i Fabularnych. Za film Powódź, zawierający ujęcia zerwania mostów na Wiśle, w marcu 1947 otrzymał na Międzynarodowym Festiwalu Filmowym w Cannes „Grand Prix” w kategorii filmów dokumentalnych. W 1953 otrzymał zespołową Nagrodę Państwową III stopnia dla zespołu Polskiej Kroniki Filmowej „za dotychczasowe osiągnięcia filmowe”. Udokumentował Wyścigi Pokoju, budowę warszawskiego Pałacu Kultury i Nauki. 
Specjalizował się w zdjęciach lotniczych, został wystrzelony z katapulty myśliwca i całe to wydarzenie filmował, wykonywał zdjęcia lecąc w odrzutowcu przekraczającym barierę dźwięku.

## Ordery i odznaczenia
- Krzyż Oficerski Orderu Odrodzenia Polski (1975)[1]
- Złoty Krzyż Zasługi (10 lipca 1954)[2]
- Krzyż „Za Zasługi dla ZHP” (1972)[3]
- Odznaka "Za zasługi dla rozwoju prasy polskiej i Stowarzyszenia Dziennikarzy Polskich" (1974)[4]
- Złota odznaka honorowa „Za Zasługi dla Warszawy” (1978)[5]